# Chialamberto
Chialamberto (en français Chalambert) est une commune italienne de la ville métropolitaine de Turin, dans la région Piémont.

## Administration
| Période                                  | Période  | Identité      | Étiquette | Qualité |
| ---------------------------------------- | -------- | ------------- | --------- | ------- |
| 14 juin 2004                             | En cours | Luigi Martini | civica    |         |
| Les données manquantes sont à compléter. |          |               |           |         |

### Hameaux
Breno, Bussoni, Mottera, Prati della Via, Vonzo

### Communes limitrophes
Locana, Noasca, Groscavallo, Cantoira, Ceres, Ala di Stura